# Дело Макомбера
«Де́ло Мако́мбера» (англ. The Macomber Affair) — художественный фильм 1947 года.
Психологическая драма, действие которой развивается в живописных декорациях Британской Восточной Африки, повествует о фатальном треугольнике, в который оказываются втянуты скучающая жена, слабый муж и профессиональный охотник, вставший между ними.
Фильм был создан на киностудии United Artists, режиссёром выступил Золтан Корда, а исполнителями главных ролей стали Грегори Пек, Джоан Беннетт и Роберт Престон. Сценарий был написан Кейси Робинсоном и Сеймуром Беннетом по мотивам рассказа Эрнеста Хемингуэя «Недолгое счастье Фрэнсиса Макомбера», адаптированного Сеймуром Беннеттом и Фрэнком Арнольдом.
Фильм называют лучшей экранизацией произведений Хемингуэя.

## Сюжет
Когда человек умирает при загадочных обстоятельствах, закон должен решить, что это было: убийство или несчастный случай. Фрэнсис Макомбер (Роберт Престон), богатый американец без лишних проблем, нанимает Роберта Уилсона (Грегори Пек), профессионального охотника, с тем, чтобы тот организовал ему сафари в Кении. Жена Фрэнсиса Маргарет (Джоан Беннетт) относится к мужу, как к дураку и трусу, и вскоре начинает испытывать сильное влечение к Роберту, что не мешает ей сохранять всё в тайне. Однако, Роберт сообщает ей, что для него это вопрос личной этики, и он не будет даже рассматривать возможность отношений с ней. После нескольких недель в африканской саванне, Фрэнсис чувствует в себе изменения: он получил заряд храбрости и уверенности, и, в качестве последнего испытания, в один прекрасный день оказывается прямо перед бегущим буйволом, готовясь стрелять. Однако, выстрелы звучат за его спиной, и Фрэнсис падает мёртвым. Маргарет утверждает, что пыталась убить животное, чтобы помешать ему задавить мужа, и промахнулась. Но, учитывая её ярко выраженное презрение к мужу, задокументированное в свидетельских показаниях, вдова оказывается под судом за убийство.

## В ролях
- Грегори Пек — Роберт Уилсон
- Джоан Беннетт — Маргарет Макомбер
- Роберт Престон — Фрэнсис Макомбер
- Реджинальд Денни — инспектор полиции
- Джин Гилли — Эйми